# Kurama-dera

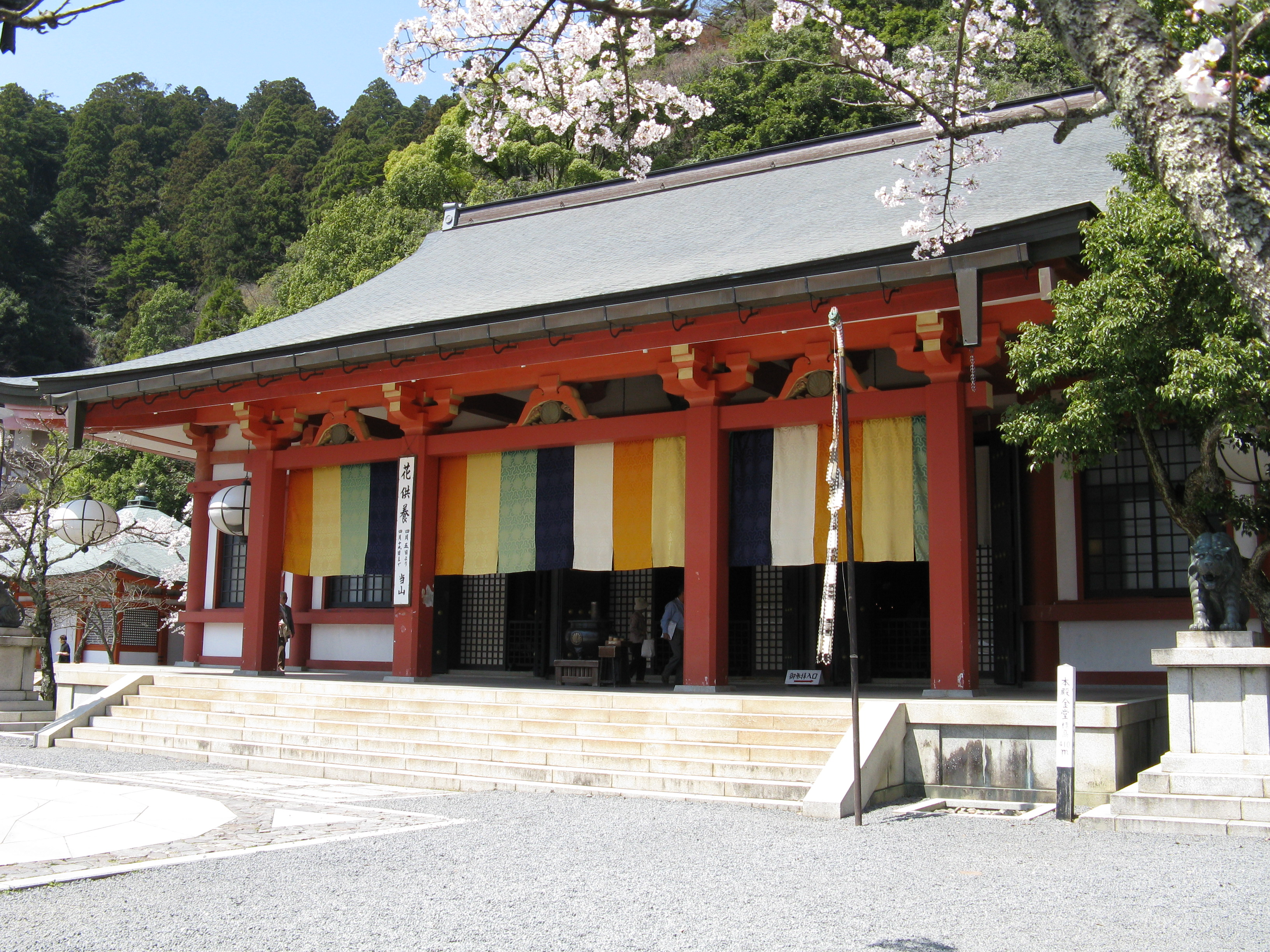
Haupthalle

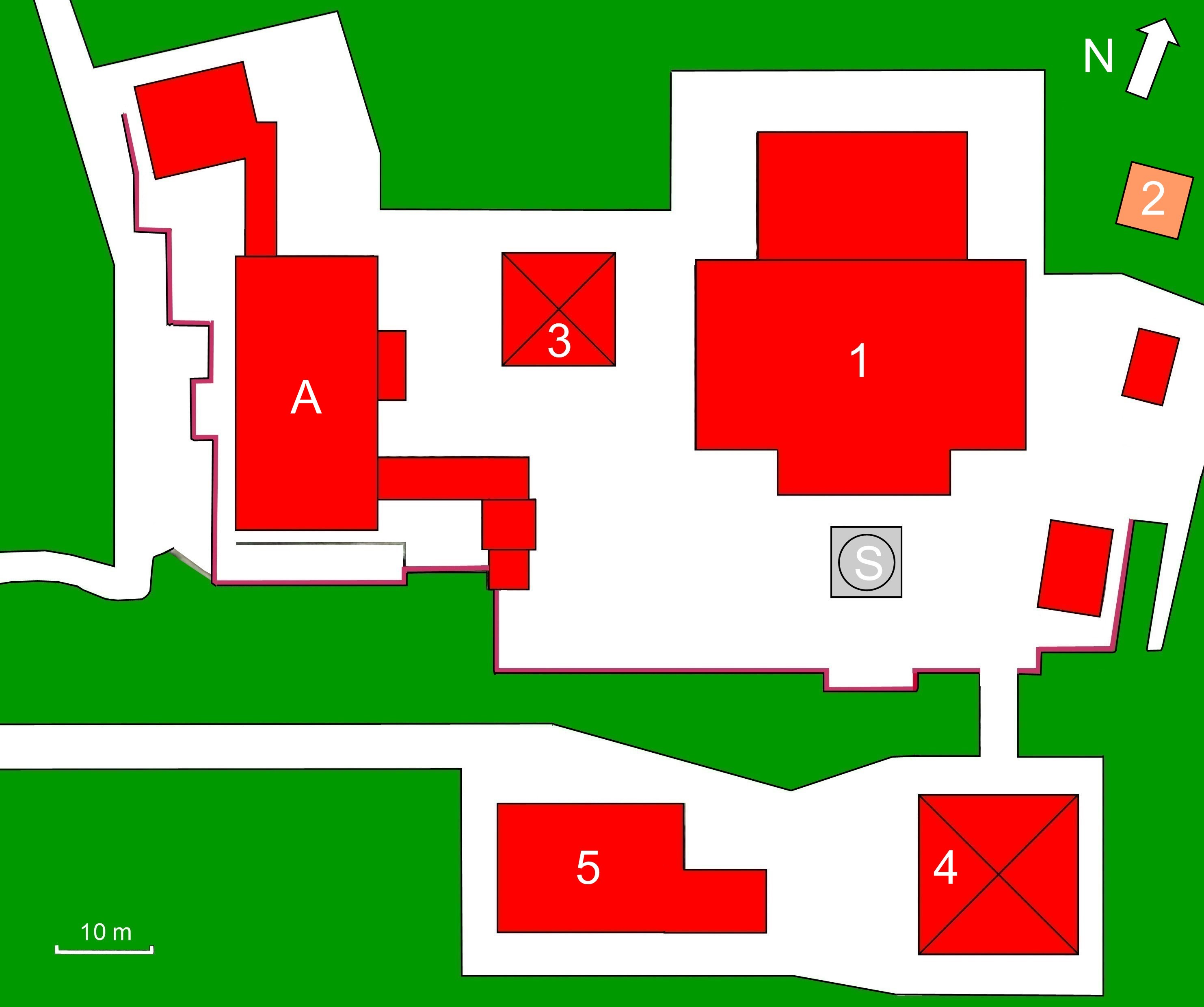
Plan des Tempels (s.Text)

Der Kurama-dera (japanisch 鞍馬寺) mit dem Bergnamen Kurama-yama (鞍馬山) ist ein Tempel, der bis 1949 zur Tendai-Richtung des Buddhismus gehörte, der seitdem aber der Haupttempel einer eigenen buddhistischen Glaubensrichtung ist. Der Tempel befindet sich am Südhang auf halbe Höhe des 570 m hohen Kuramayama im Norden von Kyōto.

## Geschichte
Der Tempel wurde nach der Tempelüberlieferung „Ambagaiji engi“ (鞍馬蓋寺縁起) im Jahr 770 von einem Schüler des Priesters Kanjin (鑑真), nämlich Kantei (鑑禎), als Gebetsstätte angelegt, und zwar zur Verehrung des heiligen Bishamon (毘沙門天), den er selbst angefertigt hatte. 796 soll nach dem „Fusō ryakuki“ (扶桑略記) der Abt des Tempels Zōtō-ji (造東寺), Fujiwara no Isendo (藤原伊勢人, 759–827), die Bishamon-Halle in einen Tempel zur Verehrung der heiligen Kannon umgewandelt haben.
Während der Heian-Zeit, während der Regierungsperiode Kambyō (889–898) wurde Jūzenji Buen (十禅師 峯延) vom Tō-ji zum Bettō des Kurama-ji ernannt. Er brachte das Tempelgelände wieder in Ordnung. In dieser Zeit besuchte der Oberste der Tendai-Lehre, Chūjin (忠尋, 1065–1138) den Tempel und konnte ihn zur Annahme der Shingon-Lehre zur des Buddhismus bewegen.
Ab 1919 begann der erst 25-jährige Shigaraki Shinjun (信楽 真純) den Tempel, der durch Brände und durch die gewaltsame Trennung von Shintoismus und Buddhismus (廃仏希釈, Haibutsu kishaku) zu Beginn der Meiji-Zeit stark gelitten hatte, wieder herzurichten. 1945 brannten wieder die Haupthalle und andere Gebäude ab. Die alte Kraft des Tempels hatte sich unter diesen Umständen erschöpft. 1947 wurde am Tempel eine neue Interpretation des Buddhismus unter der Bezeichnung „Weite Lehre am Kurama“ (鞍馬弘教, Kurama kōkyō) entwickelt, zwei Jahre später machte man sich selbstständig.

## Die Anlage
Von der Bergstation der Eizan-Bahn (叡山電鉄鞍馬駅, Eizan dentetsu Kuram-eki) geradeaus weiter geht, so hat man zur Linken das Tempeltor (山門, Sammon), das hier als Niō-Tor (仁王門), also als Tor mit den beiden Tempelwächter rechts und links von Durchgang, ausgeführt ist. In diesem Fall ist das Tor als prächtiges Turmtor gestaltet. Nachdem das Tor 1881 abgebrannt war, wurde es erst zwanzig Jahre später, 1911, wieder errichtet. Die beiden Tempelwächter sollen von Unkeis ältestem Sohn, Tankei stammen. Sie wurden zur Zeit des Wiederaufbaus aus der Provinz Tamba hierher überführt. Vom Niō-Tor bis zum Mittleren Tor (中門, Chūmon) geht es einen vielfach gewundenen Waldweg nach oben, der deswegen „Neunundneunzig-Windungen-Pilgerweg“ (九十九折参道, Tsuzura-ori sandō) heißt.
Auf der höchsten Ebene des Tempels, die von einer Stützmauer umrandet ist, steht die Haupthalle (本殿, Honden, im Plan 1). Die gegenwärtige wurde 1971 aus Stahlbeton errichtet. Dort werden eine zehnarmige Kannon-bosatsu (千手観音), ein Bishamon-ten und Gohōma-ōson (護法魔王尊) zusammen als Mond, Sonne und Erde verehrt. Sie sind als verbundene Trinität (三身一体尊, Sanjin ittai-son) gefertigt. Vor der Haupthalle sieht man eine kreisförmige Erhebung, das Shōundai (翔雲台; S), für dessen Steinplatten man die Deckplatten (板石, Itaishi) einer hinter der Haupthalle ausgegrabenen Sutrenkammer (経塚, Kyōzuka) benutzte.
Rechts von der Haupthalle steht der Akaigohōzen-Schrein (閼伽井護法善神社; 2). In ihm wird Akaigohōzen verehrt, der mit dem Wasser vom Berg Kurama den Priester Buen heilte, als dieser von einer großen Schlange gebissen worden war. Links von der Haupthalle befindet sich das Kōmyōshin-den (光明心殿; 3) mit einem Pyramidendach, in dem die Goma-(護摩)-Zeremonie durchgeführt wird. Weiter links kommt man zum Abtquartier (A), dessen Hauptgebäude Kongōjumei-in (金剛寿命院) genannt wird.
Auf einer Ebene darunter steht die Halle namens Temporin-dō (転法輪堂; 4) und das Gästequartier (寝殿, Shinden; 5).

## Tempelschätze
Verlässt man das obere Tempelgelände nach Westen und überquert man eine Straße, so kommt man zur Schatzkammer des Tempels, dem Kuramasan Reihōden (鞍馬山霊宝殿). Das Erdgeschoss dient als Naturkundemuseum, in dem Gesteine, Pilze, Insekten, Muscheln und Pflanzen gezeigt werden. Der 1. Stock beherbergt eine Schatzkammer. Zu sehen sind eine Bronzelaterne (銅灯篭, Dōdōrō), der Inschrift nach aus der Shōka-Ära (正嘉, 1257–1259). Sie, als Wichtiges Kulturgut Japans registriert, sie stand einst vor der Haupthalle. Eine Schatzpagode aus Stein, ein Sutrenbehälter (経筒, Kyōzutsu) aus dem Jahr 1120, ein Fragment eines aus vergoldeter Bronzeplatten gefertigter Behälter für einen Heiligen (金銅板押出菩薩像残闕, Kondōban oshidashi Bosatsuzō zanketsu) und andere Objekte aus der Heian- bis zur Kamakura-Zeit sind als Nationalschätze Japans registriert.
Der 2. Stock beherbergt buddhistische Skulpturen. Dort sieht man die Skulpturengruppe, die einst in der Haupthalle stand. Sie ist aus Holz gefertigt und zeigt Bishamon-ten zusammen mit Kisshō-ten und Zennishi-dōshi (毘沙門天及吉祥天善膩師童子立像, Mokuzō Bishamonten oyobi Kisshō-ten Zennishi-dōshi ritsuzō). Die Gruppe stammt aus der Heian-Zeit und ist als Nationalschatz registriert. Der große Bishamon hält als Besonderheit in der rechten Hand einen Dreizack (三叉戟. Sansageki) und erhebt die linke, als wolle er in die Ferne schauen. Die Figur wird „Reichsbeschützer“ (鎮護国家, Chingo Kokka) genannt. Zu den weiteren Skulpturen gehören ein Bishamon als Schutzgott (木造毘沙門天立像鎮守夜叉, Mokuzō Bishamon-ten ritsuzō Shinjuzasha) aus der Heian-Zeit und eine Kannon-Figur (木造観音菩薩立像, Mokuzō Kannon bosatsu ritsuzō) aus dem Jahr 1226. Beide sind als Wichtiges Kulturgut registriert.
Neben dem Schatzhaus steht ein Gedenkstein für Yosano Tekkan und Akiko. Auf der Vorderseite finden sich die Zeichen „Tōhaku-tei“ (冬柏亭): das war der Name Akikos Schreibpavillon. Der Stein wurde aus Anlass Akikos 50. Geburtstag 1929 vor ihrem Pavillon von ihren Schülern errichtet und 1976 hierher umgesetzt.

## Bilder

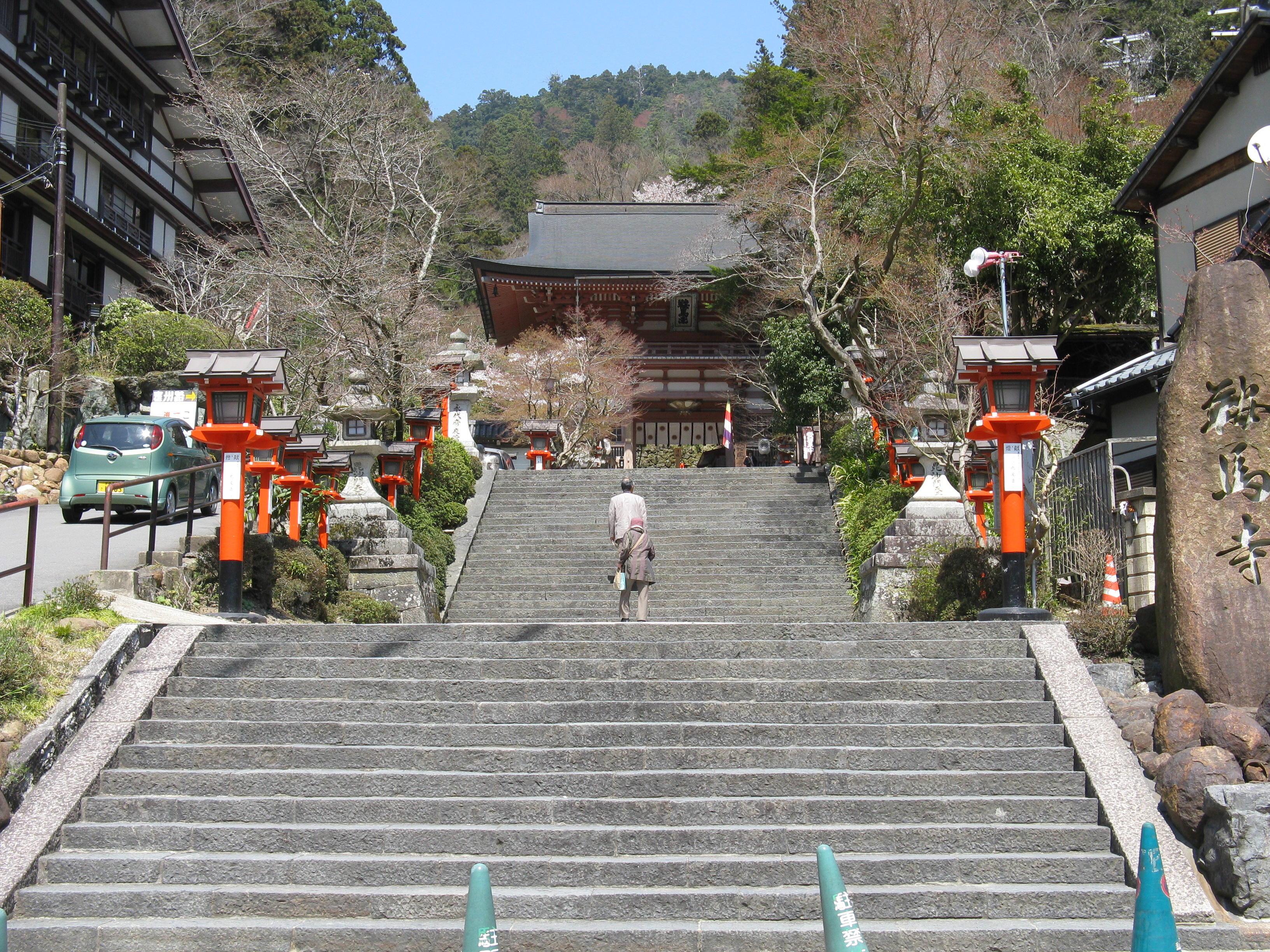
Treppe zum Niō-Tor
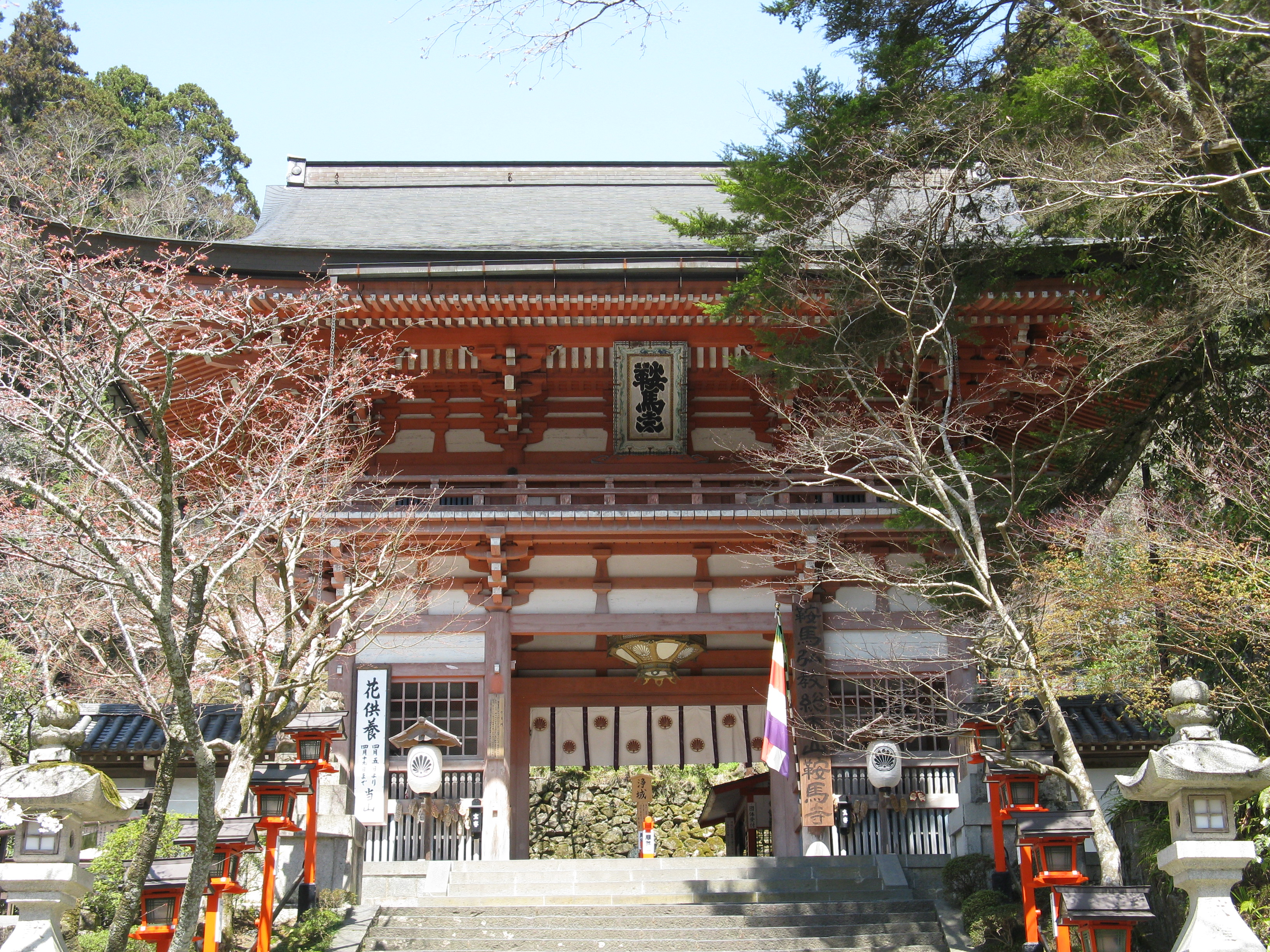
Niō-Tor
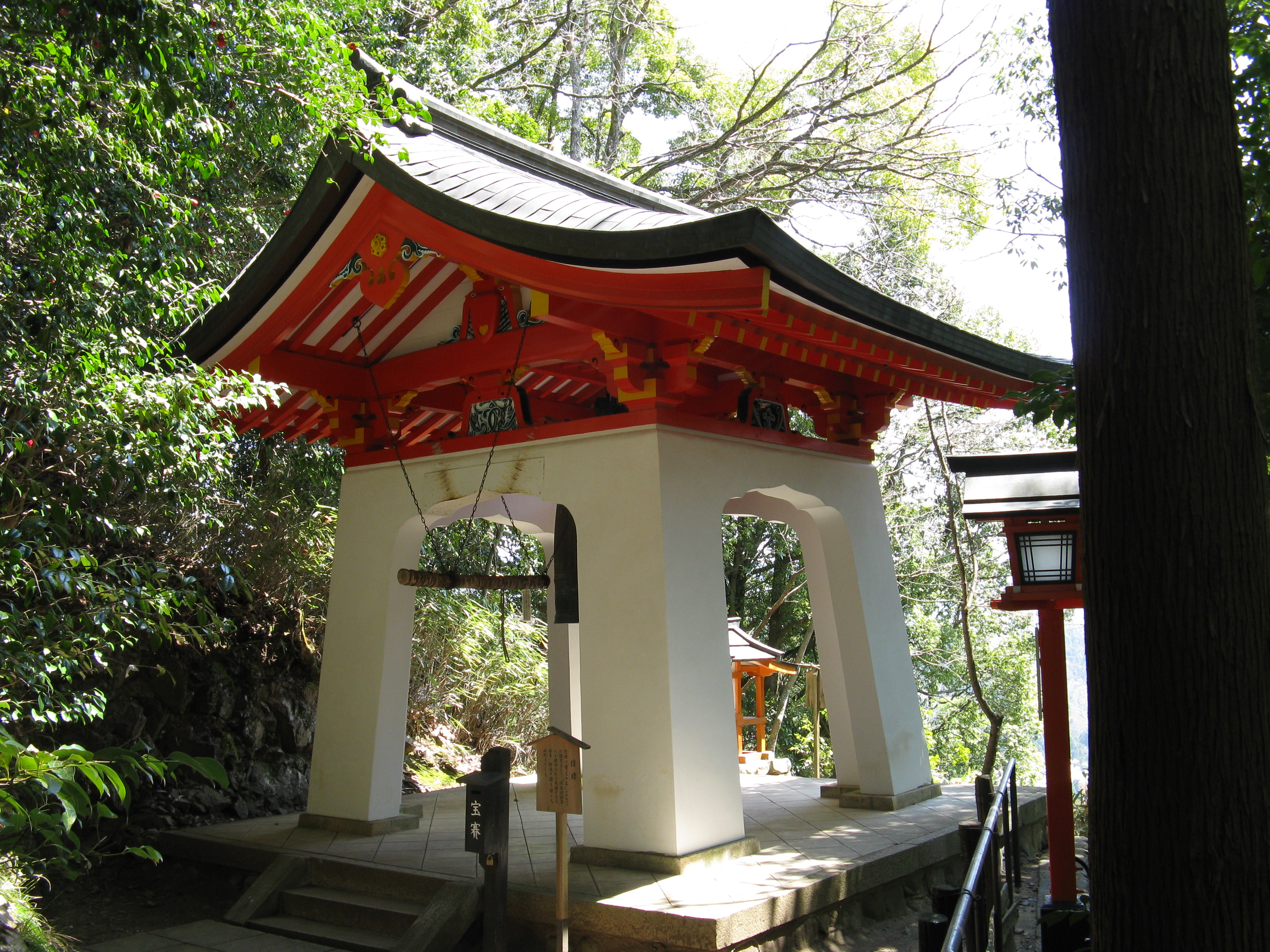
Glockenturm
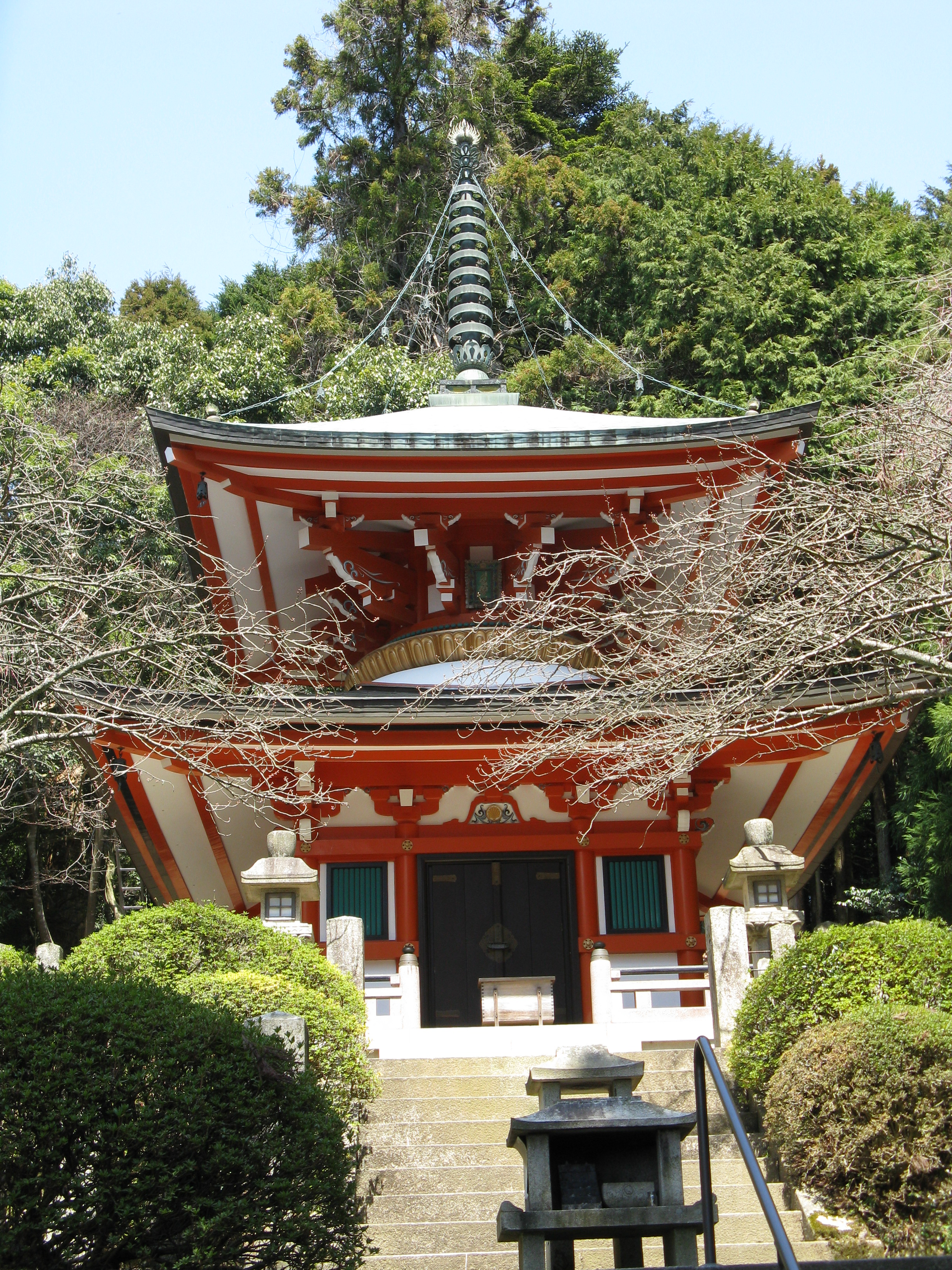
Schatzpagode
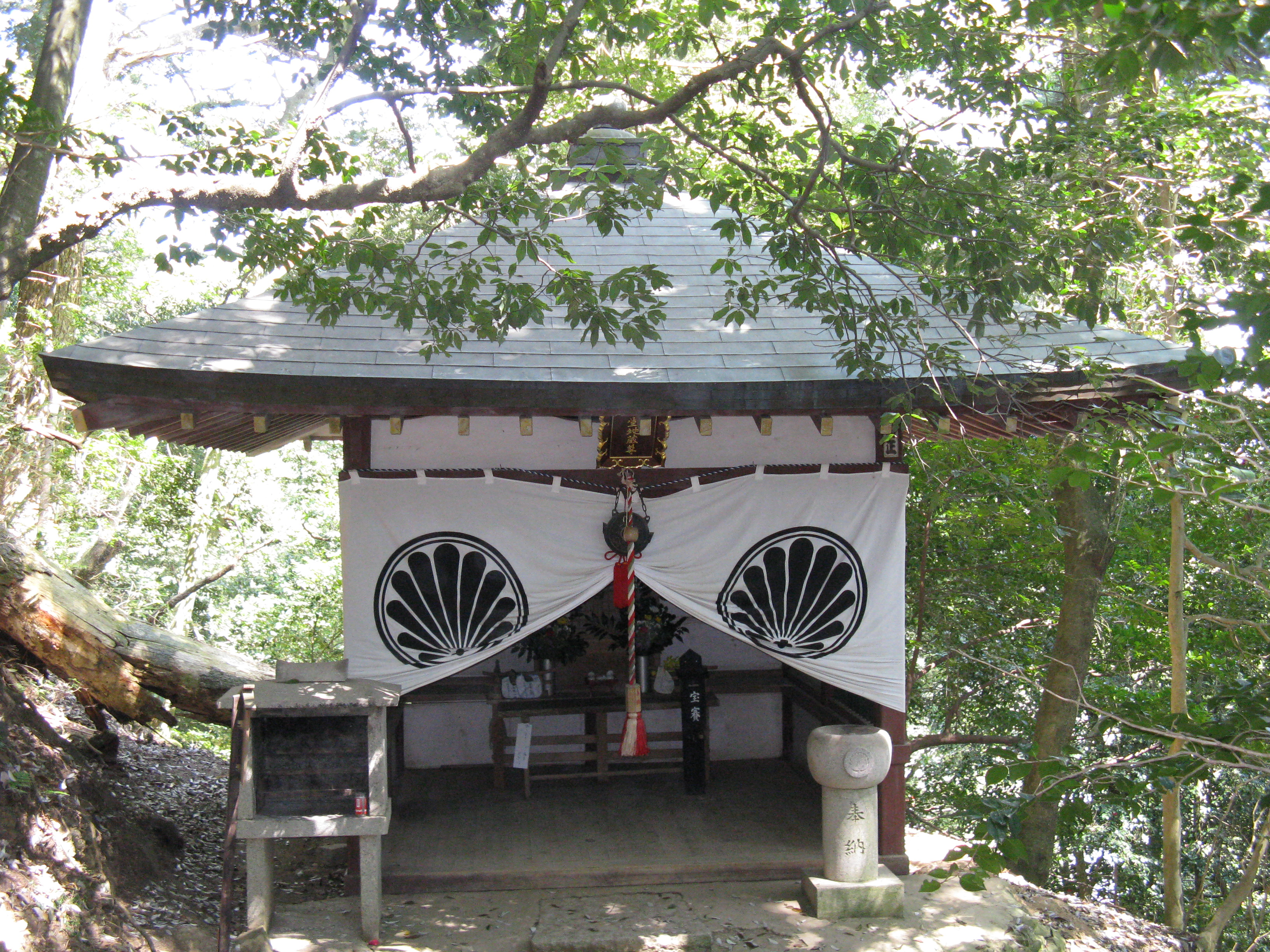
Kodo Jizoson
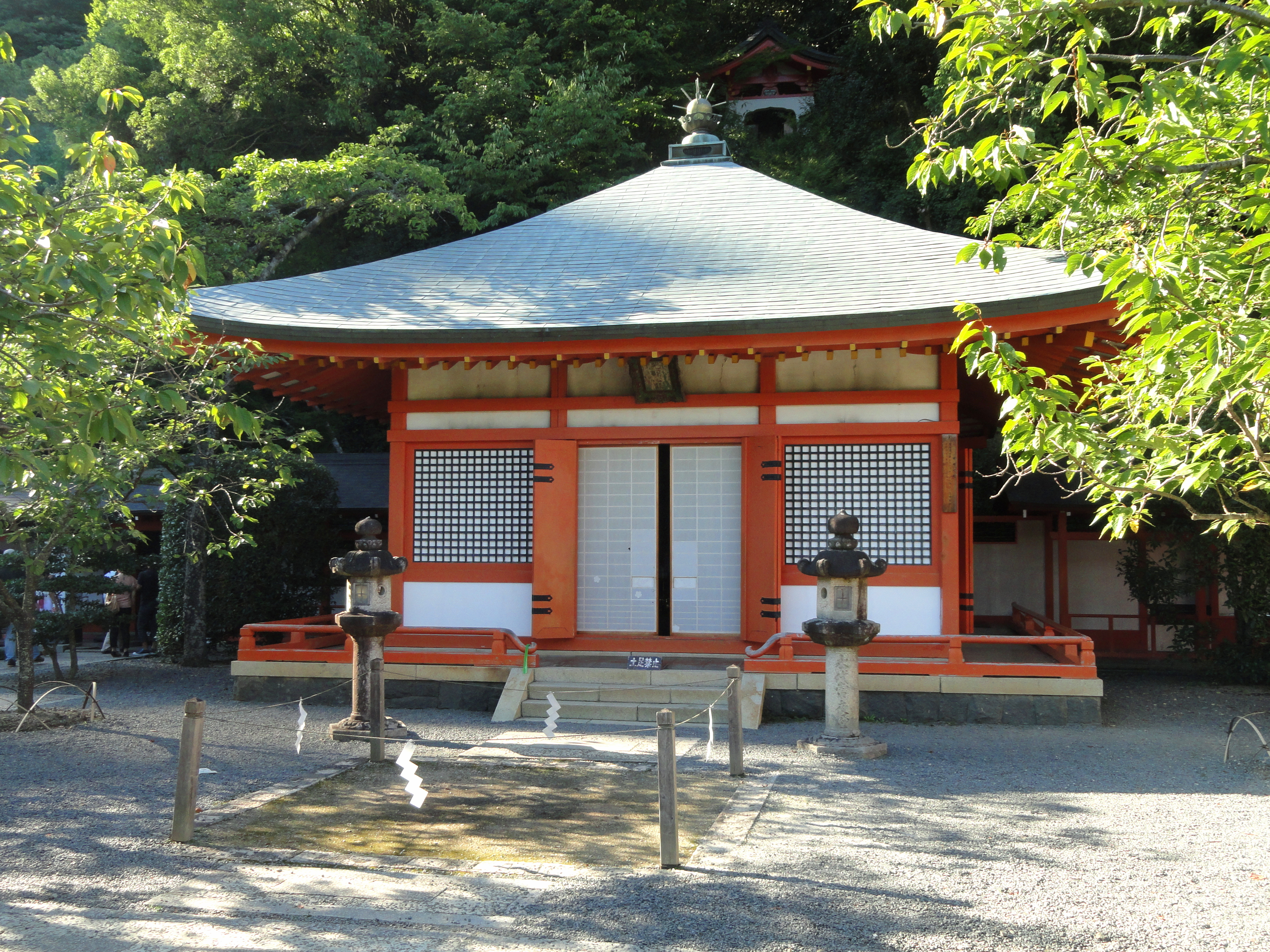
Kōmyōshin-den